# Münchenreuth (Feilitzsch)
Münchenreuth ist ein Gemeindeteil der Gemeinde Feilitzsch im Landkreis Hof (Oberfranken, Bayern). Der Ort wurde am 1. Mai 1978 eingemeindet.

## Geographie

### Geographische Lage
Das Pfarrdorf ist der nördlichste Gemeindeteil von Feilitzsch. Es liegt nördlich der Stadt Hof und östlich des Dorfes Mödlareuth an der Kreisstraße HO 1 auf einer höheren Ebene gegenüber Straßenreuth und Gebersreuth. Aufgrund seiner Lage am Dreiländereck Sachsen–Bayern–Thüringen war Münchenreuth jahrelang Grenzort an der deutsch-deutschen Grenze zu Thüringen und Sachsen. Der Drei-Freistaaten-Stein markiert diesen besonderen Grenzpunkt, an dem die drei Freistaaten Deutschlands aufeinandertreffen. Die nördliche und östliche Flur von Münchenreuth gehört zum Naturschutzgebiet Grünes Band Deutschland, welches die ehemalige Innerdeutsche Grenze umfasst. Der durch Münchenreuth fließende Kupferbach entspringt in Thüringen und passiert beim Drei-Freistaaten-Stein die Landesgrenze zu Bayern. Er mündet nach dem Zusammenfluss mit dem Tannbach in die Saale. Südlich des Orts befindet sich die zu Münchenreuth gehörende Wochenendsiedlung Kreuzlein.
Münchenreuth befindet sich im Norden des Landkreises Hof und im oberfränkischen Teil des historischen Vogtlands, der als Bayerisches Vogtland bezeichnet wird. Geografisch liegt der Ort am Übergang des Thüringisch-Fränkischen Mittelgebirges zum Mittelvogtländischen Kuppenland.

### Nachbarorte
| Gebersreuth mit Straßenreuth (Thüringen) |                                             | Grobau mit Flur Stöckigt (Sachsen) |
| Mödlareuth (Bayern)/(Thüringen)          | Kompassrose, die auf Nachbargemeinden zeigt | Gutenfürst, Krebes (Sachsen)       |
| Obertiefendorf, Untertiefendorf          | Schollenreuth, Unterhartmannsreuth          |                                    |

## Geschichte

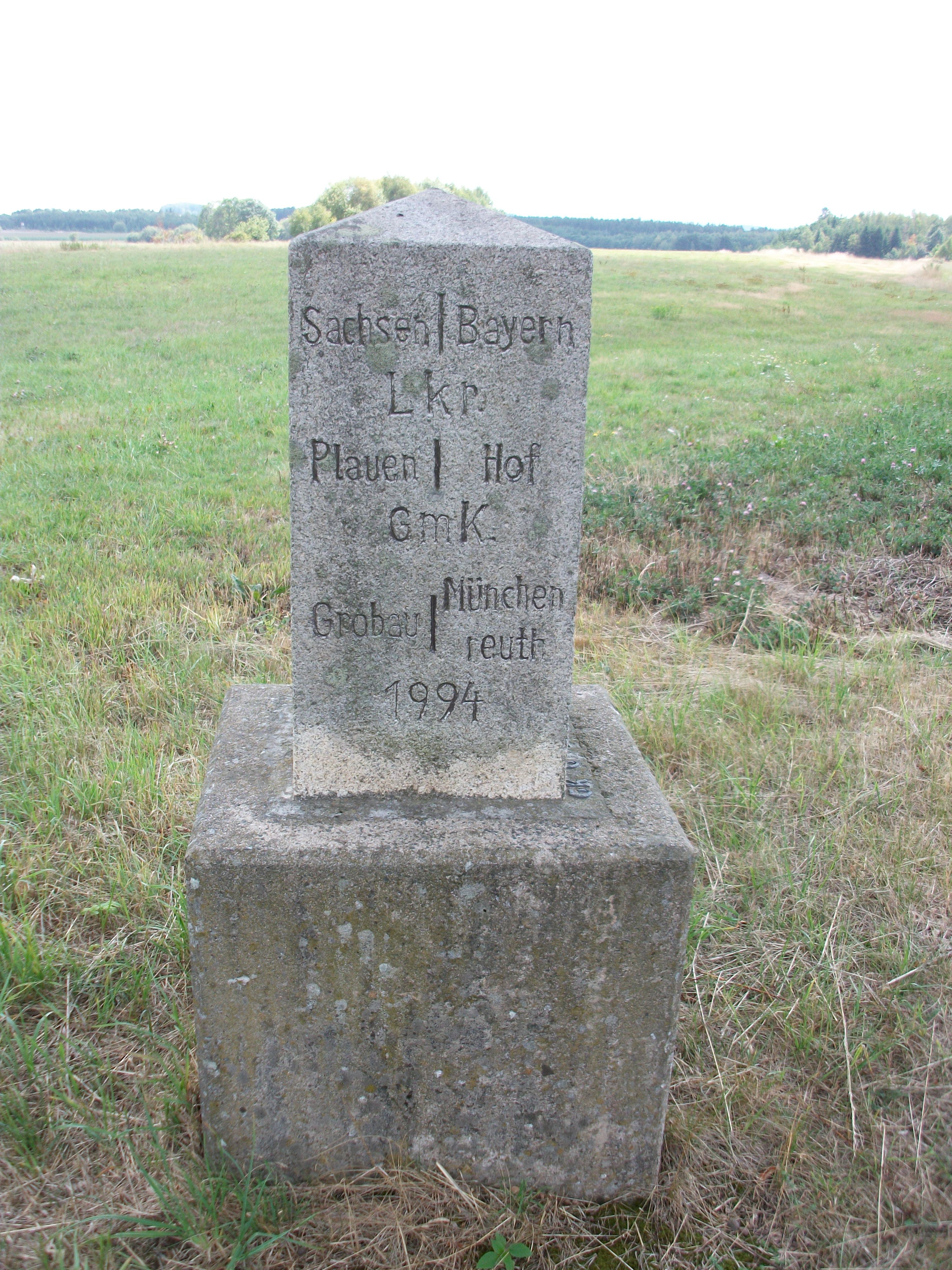
Sächsisch–Bayerischer Grenzstein Grobau–Münchenreuth

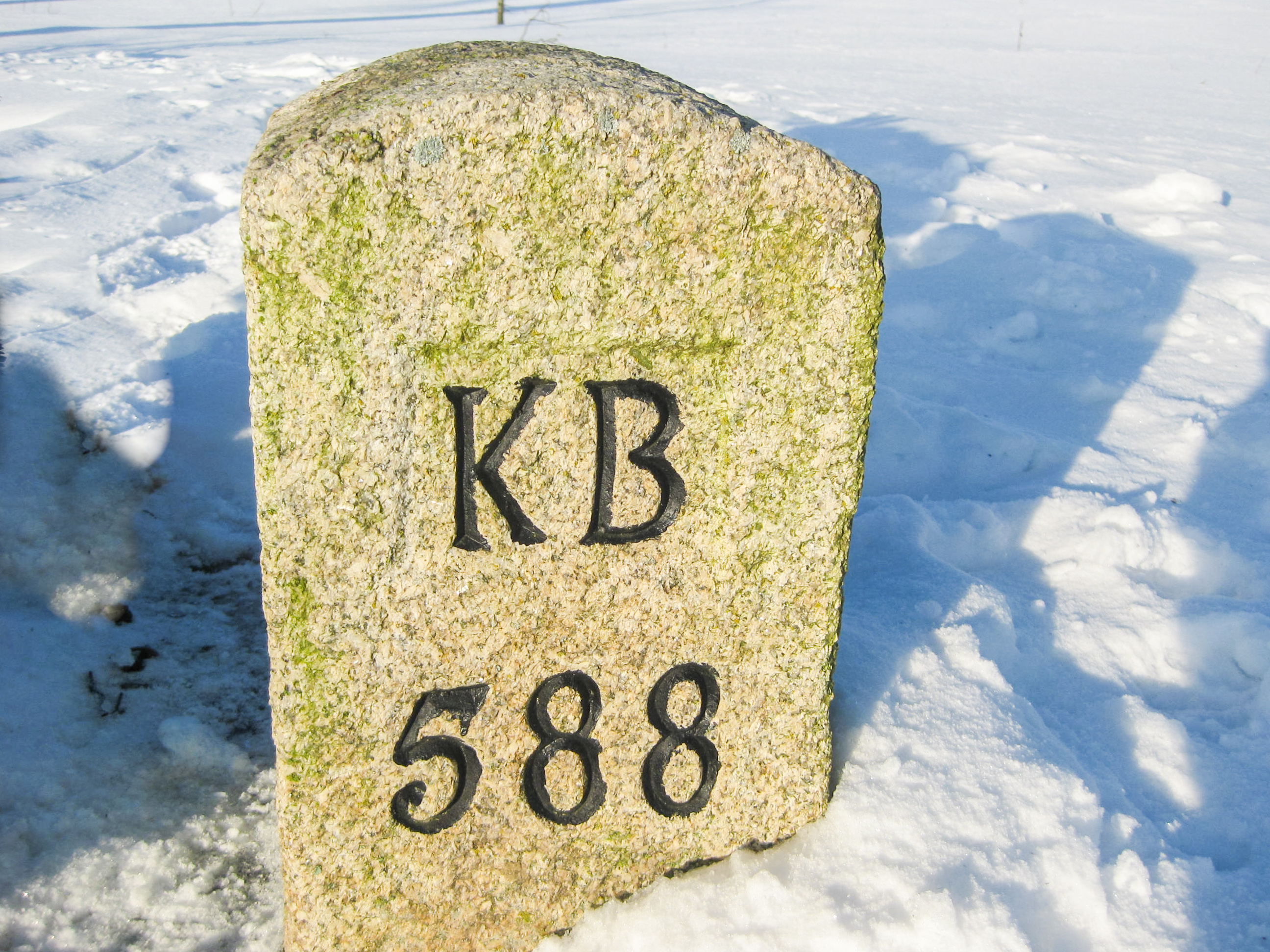
Die bayerische Seite des Drei-Freistaaten-Steins in der Münchenreuther Flur

Bereits in der Jungsteinzeit war die Gegend um Münchenreuth besiedelt. Davon zeugt ein im Ort gefundenes Steinbeil aus dieser Epoche, das vermutlich aus heimischem Serpentin hergestellt wurde. Es ist heute im Museum Bayerisches Vogtland in Hof (Saale) aufbewahrt.
Münchenreuth wurde im 13. Jahrhundert vom Deutschritter-Orden in Plauen gegründet. Geschichtsurkunden belegen, dass bereits im Jahre 1302 ein Amtsverwalter „Dietrich zu Münchenreuth“ lebte. In der Nähe des heutigen Schlosses befand sich vermutlich eine Turmhügelburg mit einem Wassergraben. Sie diente der Sicherung der Straßenverbindungen nach Sachsen über Grobau und nach Thüringen über Mißlareuth. Bis in die neuere Zeit waren die quadratisch angelegten Fundamente mit einer Seitenlänge von 14 Metern erkennbar. Das Vorwerk Münchenreuth war dem Burgstall Zedtwitz vorgelagert. Der Ortsname Münchenreuth weist entweder auf die Rodung des Gebiets um Münchenreuth durch Mönche oder durch einen Vormann namens Münch hin. Im Jahr 1390 wurde erstmals die Kapelle „bey Munchenreuthe“ erwähnt. Die Kirche von Münchenreuth war vor 1945 Filiale der Streitpfarre Mißlareuth in Sachsen und kam aufgrund der deutschen Teilung 1945 zur Pfarrei Töpen. Eigentümer des Guts Münchenreuth war ab dem Jahr 1398 die Familie von Zedtwitz. Von 1488 bis 1604 gehörte es den Herren von Beulwitz. Weitere Besitzer waren die Herren von Reitzenstein, ab 1658 Heinrich Wilhelm von Raitenbach, ab 1773 Georg von Reitzenstein und ab 1775 wieder die Herren von Feilitzsch.
Münchenreuth gehörte mit dem Regnitzland zwischen dem 12. und 14. Jahrhundert zum Verwaltungsgebiet der Vögte von Weida, weshalb für dieses Gebiet heute auch der Name Bayerisches Vogtland gebräuchlich ist. 1373 verkauften diese ihre Ansprüche an die Burggrafschaft Nürnberg, aus dessen obergebirgischen Anteil sich später das Fürstentum Bayreuth entwickelte. Münchenreuth war ab 1498 Teil des Militärkreises Hof, aus dem sich in der ersten Hälfte des 16. Jahrhunderts die Landeshauptmannschaft Hof herausgebildet hatte. Münchenreuth gehörte zum Hospital-, Kasten-, Kloster- und Stadtvogteiamt Hof. Mit dem Fürstentum Bayreuth fiel Münchenreuth im Jahr 1792 an das Königreich Preußen, anschließend an Frankreich und im Jahr 1810 an das Königreich Bayern. Dieses teilte Münchenreuth dem Mainkreis zu, der ab 1817 als Obermainkreis und ab 1838 als Oberfranken bezeichnet wurde. Seit 1918 gehört Münchenreuth zum Freistaat Bayern und seit 1939 zum Landkreis Hof.
Aufgrund der Deutschen Teilung nach 1945 lag Münchenreuth im Zonenrandgebiet zur DDR. Somit war der Ort von seinen nördlichen und östlichen Nachbarorten in Sachsen und Thüringen abgeschnitten. Am 1. Mai 1978 wurde Münchenreuth in die Gemeinde Feilitzsch eingegliedert.
Durch die Wende und friedliche Revolution in der DDR erfolgte nach 1989 der Rückbau der innerdeutschen Grenze und deren Umwandlung in eine besondere Ökozone als Grünes Band. Dadurch ist auch das Dreiländereck Bayern–Sachsen–Thüringen wieder von allen drei Seiten zugänglich. Dort wurde am 11. Mai 2007 der Drei-Freistaaten-Stein als Kulturdenkmal geweiht. Am 1. Februar 2005 wohnten im Ort 305 Personen. In dem landwirtschaftlich geprägten Ort befinden sich eine Bauernkapelle und das Wohn- und Pflegeheim Gut Münchenreuth im einstigen Rittergut.

## Baudenkmäler
- Der Drei-Freistaaten-Stein, direkt neben der Ortschaft Münchenreuth am einstigen Dreiländereck der Königreiche Sachsen und Bayern und des Fürstentums Reuß bzw. der Nachfolgestaaten, die Freistaaten Sachsen, Bayern und Thüringen
- Evangelische Pfarrkirche Münchenreuth